# Miss USSR
Miss USSR was een missverkiezing die tweemaal georganiseerd werd in de laatste bestaansjaren van de Sovjet-Unie. Schoonheidswedstrijden waren verboden in de Sovjet-Unie, tot de glasnost en perestrojka-politiek van Michail Gorbatsjov. In 1988 werd de allereerste missverkiezing gehouden, Moskouse Schoonheid genaamd. Deze verkiezing werd gewonnen door Masha Kalinina.
In 1989 werd onder enorme aandacht in zowel binnen- als buitenland de eerste Miss USSR-verkiezing gehouden. De zes uur durende show werd rechtstreeks uitgezonden op televisie. Winnares was de zestienjarige Moskouse Julia Suchanova. Zij mocht hierop deelnemen aan Miss World, maar mocht niet van haar ouders. In 1990 werd de wedstrijd opnieuw georganiseerd. Deze keer won de zeventienjarige Maria Kezha uit Wit-Rusland.
Het uiteenvallen van de Sovjet-Unie in 1991 zorgde ervoor dat het bij twee verkiezingen bleef. In 1992 werd Miss Rusland opgericht die in 1993 een eerste miss kroonde.